# Put the Blame on Mame
Put the Blame on Mame (littéralement « Rejetez la faute sur Mame »), est une chanson humoristique écrite par Allan Roberts (en) et Doris Fisher (chanteuse) (en) pour le film américain Gilda sorti en 1946. Ce titre y est chanté par le personnage-titre du film joué par Rita Hayworth. La chanson intervient à deux reprises dans l'histoire, l'une interprétée par Rita Hayworth elle-même, l'autre où la voix de l'héroïne est doublée par Anita Ellis (en).
La version interprétée par Anita Ellis est classée à la 84e place dans la liste des « 100 plus grandes chansons du cinéma américain » de l'American Film Institute.

## Sujet
La chanson évoque une femme fatale, Mame, à laquelle reviendrait la faute de tous les maux du monde, le grand incendie de Chicago en 1871, le grand blizzard de 1888 qui a dévasté New York aussi bien que le tremblement de terre de San Francisco en 1906, et même la mythique fusillade de Dan Mac Grew (en) qui aurait eu lieu en 1905 durant la ruée vers l'or du Klondike. Le refrain dénonce à chaque fois les explications qui ont été données de la catastrophe en précisant que la véritable responsable, ce serait « Mame » :
« [...]
C'est l'histoire qui a circulé,
Mais voici le fin fond de l'affaire.
[...]
Une nuit elle a commencé
À faire crac boum
Et c'est ce qui déclencha le séisme de Frisco.
[...]
C'est la faute de Mame!
Mame a fait une danse appelée le Hitchykou (en)
C'est ce qui a tué Mac Grew.
[...] »

## Gilda
Dans Gilda, les deux premiers paragraphes sont chantés par Rita Hayworth dans le rôle-titre s'accompagnant à la guitare au cours d'une scène mélancolique qui s'attarde sur son charme inaccessible. Les deux derniers le sont à un moment ultérieur du film au cours d'une danse provocante qui manque de finir en strip-tease. C'est ce qui donne à la chanson ses sous-entendus, celui d'une invitation des hommes à la luxure puisque c'est toujours sur la femme que retombe le péché originel, celui d'une subversion de la morale religieuse, celui de la complaisance pour la femme réduite à la condition de putain et assimilée au Tentateur...
Le premier passage, à la guitare, est chanté par Rita Hayworth elle même. Ce n'est que pour le second passage, accompagné par un orchestre, que la voix de l'actrice est doublée par Anita Ellis (en).

## Reprises
Une version instrumentale est jouée dans le film noir Règlement de comptes, sorti en 1953, au moment de la première rencontre, dans un bar, du héros joué par Glenn Ford avec le personnage diabolique joué par Lee Marvin. C'est un clin d’œil de Fritz Lang à son collègue de la UFA Charles Vidor, réalisateur de Gilda, Glenn Ford incarnant le personnage masculin principal dans les deux films.
Des versions orchestrales sont enregistrées par :
- Nat Gonella et son orchestre des Géorgiens (en)[7],
- John Williams dirigeant un orchestre symphonique[8],
- le trio Milt Herth (en).

Au cinéma, la chanson est reprise par :
- Gale Robbins dans En plein cirage,
- Barbara Hale dans L'histoire de Houston (en),
- Gypsy Rose Lee dans Le Ballet du désir,
- Lynda Carter dans Rita Hayworth : la déesse de l'amour (en).

Sur scène, elle est interprétée par :
- Smith Quequ'chose et les Têtes rouges (en)[9],
- Tapio Rautavaara (en finnois),
- Aléxia Vasilíou,
- Mark Murphy[10],
- Liane Foly,
- Viktor Lazlo (qui l'enregistre sur son deuxième album, She),
- Nancy Murphy[11]

Pour la tournée This Is It, Michael Jackson prévoyait de diffuser une nouvelle version de son clip Smooth Criminal incluant un extrait de Put the Blame on Mame.